# Chen Weiqiang
Dans ce nom, le nom de famille, Chen, précède le nom personnel.
Pour les articles homonymes, voir Chen.
Chen Weiqiang (né le 7 juin 1958 à Dongguan (Chine)) est un haltérophile chinois.

## Carrière
Chen Weiqiang obtient la médaille d'or olympique en 1984 à Los Angeles en moins de 60 kg. Il remporte la même année le titre mondial dans la même catégorie.